# Oefenruimte
Een oefenruimte is een plaats waar bands kunnen repeteren. Doorgaans zijn er voorzieningen voor de versterking van een elektrische gitaar en basgitaar, microfoons, en is er een drumstel aanwezig, zodat de muzikanten deze niet zelf hoeven mee te nemen. Soms is er de mogelijkheid om de muziek op te nemen, zodat het een kleine studio wordt.
Ook is er vaak geluiddempend materiaal op de wanden aangebracht, zodat er binnen de juiste akoestiek wordt bereikt, en er buiten niet te veel geluidsoverlast is.